# Tešova
Tešova je naselje v Občini Vransko.